# خليج ناغيشي
خليج ناغيشي (باليابانية: 根岸湾) هو خليج يقع في جنوب يوكوهاما، على الجزء الغربي لخليج طوكيو.